# 阿諾茲維爾 (喬治亞州)
阿諾茲維爾（英語：Arnoldsville）是一個位於美國喬治亞州奧格爾索普縣的城市。

## 地理
阿諾茲維爾的座標為33°54′20″N 83°13′00″W / 33.90556°N 83.21667°W，而該地的平均海拔高度為243米（即797英尺）。

## 人口
根據2010年美國人口普查的數據，阿諾茲維爾的面積為4.40平方千米，當中陸地面積為4.40平方千米，而水域面積為0.00平方千米。當地共有人口357人，而人口密度為每平方千米81.14人。